# Óscar Rodríguez (labdarúgó, 1998)
Óscar Rodríguez Arnaiz (Talavera de la Reina, 1998. június 28. –) spanyol válogatott labdarúgó, a Leganés játékosa.

## Pályafutása

### Klubcsapatokban
2006 és 2009 között a Los Navalmorales korosztályos csapataiban lépett pályára, majd innen került a Real Madrid akadémiájára. A 2016–17-es szezon előtt léptették fel a Real Madrid Castilla csapatához. 2017. augusztus 19-én mutatkozott be a Rayo Majadahonda ellen 2–1-re elvesztett bajnoki mérkőzésen. November 11-én megszerezte első gólját a CCD Cerceda ellen. November 28-án debütált az első csapatban a CF Fuenlabrada ellen a kupában kezdőként, majd a 75. percben Luismi Quezada érkezett a helyére. 2018. július 12-én szerződést hosszabbított 2023-ig.
2018. augusztus 13-án kölcsönbe került az első osztályú CD Leganés csapatához, itt a 27-es számú mezt kapta meg. Szeptember 16-án mutatkozott be a bajnokságban a Villarreal CF ellen. 10 nappal később megszerezte első gólját a Barcelona elleni 2–1-re megnyert találkozón. 2019. május 31-én meghosszabbították kölcsönszerződését egy évvel. A 2019-20-as szezonban 9 bajnoki gólt szerzett, de csapata ennek ellenére is kiesett.
2020. augusztus 30-án hivatalosan jelentették be, hogy ötéves szerződést írt alá új klubjával a szintén spanyol Sevillával. 2022. január 18-án félévre kölcsönbe került a Getafe csapatához. 2022. július 8-án a 2022–2023-as szezon végéig kölcsönbe került a Celta Vigo csapatába, majd a következő szezont ismét a Getafénél töltötte. 2024. augusztus 11-én a Leganés szerződtette.

### A válogatottban
Részt vett a 2015-ös U17-es labdarúgó-Európa-bajnokságon. 2020. augusztus 20-án bekerült a Németország és Ukrajna ellen készülő felnőtt keretbe.

## Statisztika
2022. január 9-i állapotnak megfelelően.
| Klub                 | Szezon   | Bajnokság          | Bajnokság | Bajnokság | Kupa  | Kupa  | Nemzetközi | Nemzetközi | Egyéb | Egyéb | Összesen | Összesen |
| Klub                 | Szezon   | Bajnokság          | Mérk.     | Gólok     | Mérk. | Gólok | Mérk.      | Gólok      | Mérk. | Gólok | Mérk.    | Gólok    |
| -------------------- | -------- | ------------------ | --------- | --------- | ----- | ----- | ---------- | ---------- | ----- | ----- | -------- | -------- |
| Real Madrid Castilla | 2017–18  | Segunda División B | 34        | 6         | —     | —     | —          | —          | 34    | 6     |          |          |
| Real Madrid Castilla | Összesen | Összesen           | 34        | 6         | 0     | 0     | —          | —          | —     | —     | 34       | 6        |
| Real Madrid          | 2017–18  | La Liga            | 0         | 0         | 1     | 0     | —          | —          | —     | —     | 1        | 0        |
| Real Madrid          | Összesen | Összesen           | 0         | 0         | 1     | 0     | —          | —          | —     | —     | 1        | 0        |
| Leganés              | 2018–19  | La Liga            | 31        | 4         | 1     | 0     | —          | —          | —     | —     | 32       | 4        |
| Leganés              | 2019–20  | La Liga            | 30        | 9         | 2     | 0     | —          | —          | —     | —     | 32       | 9        |
| Leganés              | Összesen | Összesen           | 61        | 13        | 3     | 0     | —          | —          | —     | —     | 64       | 13       |
| Sevilla              | 2020–21  | La Liga            | 20        | 0         | 3     | 2     | 6          | 0          | 0     | 0     | 29       | 2        |
| Sevilla              | 2021–22  | La Liga            | 11        | 0         | 3     | 0     | 1          | 0          | —     | —     | 15       | 0        |
| Sevilla              | Összesen | Összesen           | 31        | 0         | 6     | 2     | 7          | 0          | 0     | 0     | 44       | 2        |
| Getafe               | 2021–22  | La Liga            | 0         | 0         | 0     | 0     | —          | —          | —     | —     | 0        | 0        |
| Getafe               | Összesen | Összesen           | 0         | 0         | 0     | 0     | —          | —          | —     | —     | 0        | 0        |
| Összesen             | Összesen | Összesen           | 126       | 19        | 10    | 2     | 7          | 0          | 0     | 0     | 143      | 21       |